# 999
999是998與1000之间的自然數。

## 数学性质
- 999是十進制上最大的三位數字。

- 合數，正因數有1、3、9、27、37、111、333和999。
質因數分解為{\displaystyle 3^{3}\times 37}。
- 虧數，真因數和為521，虧度為478。
- 不尋常數，大於平方根的質因數為37。
- 十进制的哈沙德數。
- 十进制的奢侈數。
- 999的3次方根開頭為9.9966655549379.....，開頭先出現原數999，後面又出現666和555

## 在人类文化中
- 999 (求救電話)，世界一些国家的求救电话号码
  - 999是香港、澳門、沙特阿拉伯及部份英聯邦國家(例如新加坡)所使用的緊急求助電話。
  - 在中国北京市，999和120一同用作医疗急救电话号码，由北京市红十字会紧急救援中心运营[1]。